# Митрофан (Зноско-Боровский)
Епи́скоп Митрофа́н (в миру — Митрофан Константинович Зноско-Боровский; 4 августа (17 августа) 1909, Брест-Литовск — 15 февраля 2002, Си-Клифф, штат Нью-Йорк, США) — епископ Русской православной церкви заграницей, епископ Бостонский, викарий Восточно-Американской епархии, богослов.

## Семья
Отец — священник Константин Зноско — в 1907—1914 годах служил в Свято-Николаевском Братском храме города Брест-Литовска; во время Первой мировой войны — священник 8-го Финляндского стрелкового полка, награждён тремя орденами и золотым наперсным крестом на георгиевской ленте. Мать будущего владыки умерла от тифа, когда ему было девять лет, и дальнейшее его воспитание взяла на себя старшая сестра Ольга.
В 1922 года семья репатриировалась из РСФСР в Польшу, где отец Константин вновь был назначен на должность настоятеля Свято-Николаевского Братского храма в Бресте и являлся законоучителем русской гимназии и начальной школы.
В семье было 16 детей, но семеро скончались в детском возрасте. Двое сыновей — старший Арсений и младший Алексей — стали священниками. Арсений скончался в СССР в 1925 году, Алексей служил в автокефальной Польской православной церкви, был протоиереем и доктором богословия, скончался в 1994 году.
Митрофан Зноско-Боровский в 1935 году женился на Александре, урождённой Цыбрук, дочери протоиерея (скончалась в 1989 году).

## Образование
Окончил русскую гимназию в Бресте, учился на богословском факультете Варшавского университета. На втором курсе вступил в конфликт с преподавателем — сторонником украинизаторских тенденций в православии. В 1932 году перевёлся на богословский факультет Белградского университета, который окончил 5 марта 1935 года. В этот период подружился с иеромонахом (затем епископом и архиепископом) Иоанном (Максимовичем).
Окончив богословский факультет Белградского университета, Митрофан вернулся в Польшу и, сдав соответствующее экзамены и удовлетворив все требования богословского факультета Варшавского университета, был удостоен учёной степени магистра богословия.

## Священник в Польше
1 сентября 1935 года в Пинске рукоположён в сан диакона.
В 1935—1936 годы — законоучитель русской гимназии в Бресте.
12 (25) июня 1936 года в Яблочинском монастыре архиепископ Пинским и Полесским Александром (Иноземцевым) рукоположён в сан пресвитера.
В 1936—1938 годы — настоятель Успенского храма села Омеленец в Белоруссии.
В 1938—1944 годы — настоятель Свято-Николаевского Братского храма в Бресте, в котором ранее служил его отец.
23 июня 1941 года возведён в сан протоиерея.
С декабря 1941 года — благочинный Брестского округа и председатель епархиального управления Брестской епархии.
Во время Второй мировой войны помогал людям, преследуемым немецкими оккупационными властями, в том числе евреям.

## Служение в Германии и Марокко
В 1944—1948 жил в Германии и Австрии, находился в юрисдикции Русской православной церкви заграницей. В 1945—1948 служил в храме лагеря для перемещённых лиц Мёнхегоф, являлся законоучителем действовавшей в лагере Ломоносовской гимназии, с 1946 был членом епархиального совета Германской епархии.
В 1948—1959 — настоятель Успенского прихода и Свято-Троицкого храма в пригороде Бурназель, РПЦЗ в Касабланке (Марокко). Организовал Свято-Сергиевский благотворительный фонд, который занимался поддержкой больных и нуждающихся русских эмигрантов. С 1950 года — благочинный Марокканского округа. С 1954 года был администратором общин РПЦЗ в Северной Африке.
За выдающиеся заслуги перед Церковью указом Архиерейского Синода от 17 декабря 1954 года за № 1991 протоиерей Митрофан Зноско был награждён митрой.

## Деятельность в США
В 1959—2002 — настоятель Свято-Серафимовского храм в Си-Клиффе, штат Нью-Йорк (США), оставался им и после возведения в сан архиерея. В некрологе владыки Митрофана сказано, что 

много скорбей пришлось претерпеть батюшке за годы его служения в Америке. Людская злоба, нападки, недостойная клевета, нелепые обвинения, исходящие иногда и из церковных кругов — в экуменизме, солидаризме, сотрудничестве с КГБ, — всё это батюшка стойко претерпевал.

В 1967—1975 годах преподавал апологетику и сравнительное богословие в Свято-Троицкой духовной семинарии в Джорданвилле, в 1974—1975 годах также вёл занятия и по пастырскому богословию. Некоторое время был проректором семинарии. Его лекции по сравнительному богословию были переизданы в России в 1990-е годы и использовались в качестве пособия в духовных учебных заведениях Русской православной церкви.
В 1989 году овдовел. В 1992 году пострижен в монашество с именем Митрофаном в память архиепископа Астраханского Митрофана (Краснопольского) и возведён в сан архимандрита.
24 ноября 1992 года хиротонисан в сан епископа Бостонского, викария Восточно-Американской епархии РПЦЗ, на праздновании 10-летнего юбилея обретения Иверской Мироточивой Иконы Божией Матери в г. Монреале.
До начала 2002 года продолжал совершать богослужения и принимать активное участие в церковной жизни.
Отошел ко Господу 15 февраля 2002 года на праздник Сретения Господня.
Похоронен на кладбище Свято-Троицкого монастыря в Джорданвилле (штат Нью-Йорк) рядом с могилой супруги Александры Семёновны (1989).

## Публикации
- Светлой памяти христолюбивого воина-пастыря. К пятой годовщине кончины протоиерея Григория Баранникова // «Православная Русь». — 1965. — № 24. — С. 9-10
- Памяти протопресвитера Алексея Ионова. Слово произнесенное у гроба почившего // «Православная Русь». — 1977. — № 5. — С. 7-8
- В защиту Правды [О зарубежной церкви, о церковной смуте в Сан-Франциско в 60-х годах]. — Джорданвилль: Свято-Троицкий монастырь. — 1983. — 199 С.
- Из миссионерско-пастырской деятельности на ниве Христовой в эмиграции (сборник проповедей по годовому кругу богослужений в двух томах).
- «Мы в расколе не состоим» // «Литературная Россия». — 1991. — № 24 (1480)
- Православие, римо-католичество, протестантизм и сектантство: лекции по сравнительному богословию, читанные в Свято-Троицкой духовной семинарии / прот. М. Зноско-Боровский. - Репр. воспроизведение изд. - Челябинск : [s. n.], 1992. - 158 с.
- Хроника одной жизни. К шестидесятилетию пастырского служения IX.1935 — IX.1995. — М.: Издательство Свято-Владимирского братства. — 1995. — 369 С.
- Сборник проповедей по годовому кругу богослужений. — М., 1995.
- Речь во время наречения во Епископы // «Трибуна русской мысли». — № 2 (6). — 2003. — С. 137—140
- Памяти Николая Дмитриевича Тальберга. К 10-летию со дня кончины // Тальберг Н. Д. О Вере, Царе и Отечестве. От Крещении Руси до клятвопреступного бунта. Кн. 1. / Сост. С. Фомин. — М.: «Правило Веры». — 2004. — С. 28-60
- Хроника одной жизни : воспоминания : проповеди. — Москва: Изд-во Свято-Владимирского Братства, 2006. — 590 с. — ISBN 5-900249-04-2.